# 케손시티

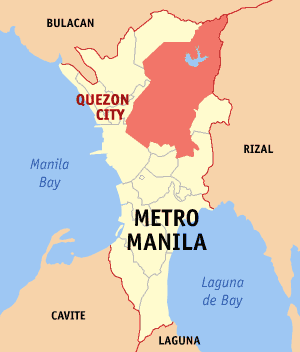
케손시의 위치

케손시(영어: Quezon City 케손시티[*], 타갈로그어: Lungsod Quezon 룽소드 케손, 스페인어: Ciudad Quezón 시우다드 케손[*])는 필리핀의 최대 도시로, 수도권인 메트로 마닐라의 도시들 중 가장 큰 인구 규모와 지리적 범위를 차지하는 도시이다. 필리핀 국회, 국책 은행, 주요 정부 청사가 위치한다.
케손시의 공식 집계 인구는 2,936,000명(2015년 기준, 필리핀 통계청)이며 꾸준한 증가추세에 있다. 도시 명칭은 필리핀의 두번째 대통령이자 독립운동가인 마누엘 L. 케손의 이름에서 유래했다. 1948년에 필리핀의 수도가 되었으나 1976년에 메트로 마닐라의 마닐라로 행정수도가 옮겨졌다.
필리핀 최고의 명문으로 꼽히는 모든 대학과 고등학교들이 위치한다. 필리핀 과학고등학교, 아테네오 대학교 부설 고등학교, 필리핀 국립대학교 부설 고등학교, 미리암 여자 고등학교부터, 필리핀 학부모들의 선망의 대상인, 필리핀 대학교의 본교인 딜리만 캠퍼스, 마닐라 아테네오 대학교의 본교인 마닐라 캠퍼스, 미리암 여자 대학교의 카티푸난 캠퍼스까지 모두 모여있는 케손시의 커먼웰스와 카티푸난 지역은, 필리핀에서도 가장 뛰어난 교육 여건과 안전한 치안 환경을 갖추어 필리핀 현지인들은 물론, 세계 각지에서 영어 어학 연수와 대학 교육을 위해 찾아오는 유학생 및 연수생들에게 인기가 높다. 유학생 중 가장 큰 비율을 차지하는 한국인과 중국인, 일본인 등이 가장 선호하는 지역으로 한인촌, 차이나 타운 등이 형성되어 많은 수의 한국인, 중국인, 일본인들이 거주 및 체류하고 있다.

## 인구
| 연도                | 인구      | ±% p.a. |
| ------------------- | --------- | ------- |
| 1939                | 39,013    | —       |
| 1948                | 107,977   | +11.98% |
| 1960                | 397,990   | +11.48% |
| 1970                | 754,452   | +6.60%  |
| 1975                | 956,864   | +4.88%  |
| 1980                | 1,165,865 | +4.03%  |
| 1990                | 1,669,776 | +3.66%  |
| 1995                | 1,989,419 | +3.34%  |
| 2000                | 2,173,831 | +1.92%  |
| 2007                | 2,679,450 | +2.93%  |
| 2010                | 2,761,720 | +1.11%  |
| 2015                | 2,936,116 | +1.17%  |
| 2020                | 2,960,048 | +0.16%  |
| 출처: 필리핀 통계청 |           |         |

## 기후

시기
시 문장

| 케손시의 기후                                                                | 케손시의 기후 | 케손시의 기후 | 케손시의 기후 | 케손시의 기후 | 케손시의 기후 | 케손시의 기후 | 케손시의 기후 | 케손시의 기후 | 케손시의 기후 | 케손시의 기후 | 케손시의 기후 | 케손시의 기후 | 케손시의 기후    |
| 월                                                                           | 1월           | 2월           | 3월           | 4월           | 5월           | 6월           | 7월           | 8월           | 9월           | 10월          | 11월          | 12월          | 연간             |
| ---------------------------------------------------------------------------- | ------------- | ------------- | ------------- | ------------- | ------------- | ------------- | ------------- | ------------- | ------------- | ------------- | ------------- | ------------- | ---------------- |
| 역대 최고 기온 °C (°F)                                                       | 34.7 (94.5)   | 35.6 (96.1)   | 36.8 (98.2)   | 38.0 (100.4)  | 38.5 (101.3)  | 38.0 (100.4)  | 36.2 (97.2)   | 36.1 (97.0)   | 35.6 (96.1)   | 35.4 (95.7)   | 35.0 (95.0)   | 34.9 (94.8)   | 38.5 (101.3)     |
| 일평균 최고 기온 °C (°F)                                                     | 30.6 (87.1)   | 31.5 (88.7)   | 32.9 (91.2)   | 34.6 (94.3)   | 34.4 (93.9)   | 33.1 (91.6)   | 31.8 (89.2)   | 31.2 (88.2)   | 31.5 (88.7)   | 31.7 (89.1)   | 31.6 (88.9)   | 30.7 (87.3)   | 32.1 (89.8)      |
| 일일 평균 기온 °C (°F)                                                       | 26.0 (78.8)   | 26.5 (79.7)   | 27.8 (82.0)   | 29.4 (84.9)   | 29.8 (85.6)   | 29.1 (84.4)   | 28.2 (82.8)   | 27.9 (82.2)   | 27.9 (82.2)   | 27.8 (82.0)   | 27.4 (81.3)   | 26.6 (79.9)   | 27.8 (82.0)      |
| 일평균 최저 기온 °C (°F)                                                     | 21.4 (70.5)   | 21.5 (70.7)   | 22.6 (72.7)   | 24.1 (75.4)   | 25.1 (77.2)   | 25.0 (77.0)   | 24.5 (76.1)   | 24.6 (76.3)   | 24.4 (75.9)   | 23.9 (75.0)   | 23.2 (73.8)   | 22.4 (72.3)   | 23.6 (74.5)      |
| 역대 최저 기온 °C (°F)                                                       | 15.5 (59.9)   | 15.1 (59.2)   | 14.9 (58.8)   | 17.2 (63.0)   | 17.8 (64.0)   | 18.1 (64.6)   | 17.7 (63.9)   | 17.8 (64.0)   | 20.0 (68.0)   | 18.6 (65.5)   | 15.6 (60.1)   | 15.1 (59.2)   | 14.9 (58.8)      |
| 평균 강우량 mm (인치)                                                        | 27.1 (1.07)   | 24.4 (0.96)   | 32.9 (1.30)   | 41.7 (1.64)   | 211.9 (8.34)  | 322.7 (12.70) | 516.6 (20.34) | 568.5 (22.38) | 500.3 (19.70) | 283.6 (11.17) | 141.4 (5.57)  | 114.5 (4.51)  | 2,785.6 (109.67) |
| 평균 강우일수 (≥ 1.0 mm)                                                     | 4             | 3             | 4             | 5             | 12            | 17            | 21            | 21            | 21            | 15            | 12            | 8             | 143              |
| 평균 상대 습도 (%)                                                           | 77            | 73            | 70            | 68            | 73            | 79            | 83            | 85            | 84            | 82            | 81            | 80            | 78               |
| 출처: 필리핀 대기지구물리천문청 (평년값: 1991년~2020년, 극값: 1961년~2020년) |               |               |               |               |               |               |               |               |               |               |               |               |                  |

- 시기
- 시 문장

## 같이 보기
- 마닐라
- 마누엘 L. 케손
- 케손주